# Dee Milliner
Pour les articles homonymes, voir Dee.
(en) Statistiques sur pro-football-reference
DeMarcus Armon "Dee" Milliner, né le 14 septembre 1991 à Millbrook (Alabama), est un joueur américain de football américain évoluant au poste de cornerback avec les Jets de New York.

## Biographie

### Jeunesse
Il joue defensive back titulaire dès sa première année à la Stanhope Elmore High School de Millbrook et joue au plus haut niveau de football américain de son État. Il est considéré par la presse et les recruteurs universitaires comme le meilleur cornerback de son âge et, bien que plusieurs universités prestigieuses lui fassent des propositions, il choisit de rester en Alabama en rejoignant l'université de l'Alabama.

### Carrière universitaire
Jouant pour le Crimson Tide de l'Alabama, il est titularisé 11 fois en 13 matchs dès sa saison de freshman en 2010. Il termine avec 55 tackles, 1 interception, 1 fumble forcé et 7 passes détournées, est nommé trois fois joueur de la semaine par le staff de son université et reçoit le titre de meilleur Freshman défensif de l'année par le magazine College Football News.
Pour sa saison de sophomore en 2011, il est relégué troisième cornerback des Crimson Tide. S'il n'est titularisé que 6 fois en 13 matchs et qu'il ne totalise que 27 tackles, il réussit 9 passes détournées, 3 interceptions et retourne 72 yards au total.
Pour sa saison junior en 2012, il devient le premier cornerback de l'équipe après le départ en NFL des deux autres cornerbacks avec qui il était en concurrence la saison précédente. Il est titulaire pour l'ensemble des 12 matchs de la saison et totalise 51 tackles, 2 interceptions, mais surtout 18 passes détournées qui constituent le plus grand nombre de passes détournées de la Southeastern Conference. Il est unanimement nommé dans la première équipe All-American et a été finaliste du Jim Thorpe Award.

### Carrière professionnelle
Il est sélectionné lors de la Draft 2013 en 9e position (premier tour) par les Jets de New York et est le premier cornerback sélectionné. Chez les Jets, il a pour tâche de remplacer Darrelle Revis, échangé pendant l'inter-saison aux Buccaneers de Tampa Bay.
Malgré cet objectif, sa première saison est délicate. Titularisé dès les deux premiers matchs, il ne totalise que quatre tackles durant ces deux rencontres réunies et fait parfois preuve de faiblesse dans sa capacité de couverture des wide receivers adverses, ce qui amène les Jets à la placer sur le banc des remplaçants. Il est de nouveau titularisé à partir de la 7e journée, où il réalise 6 tackles à l'occasion d'une victoire face aux Patriots de la Nouvelle-Angleterre. Maintenu cornerback titulaire aux côtés d'Antonio Cromartie, il enchaîne les prestations mitigées jusqu'à l'avant-dernier match de la saison, où il totalise 9 tackles, 5 passes détournées et la première interception de sa carrière lors d'une victoire face aux Browns de Cleveland. La semaine suivante, face aux Dolphins de Miami, il réalise le meilleur match de sa saison en cumulant 4 tackles, 5 autres passes détournées et 2 interceptions qui permettent à son équipe de décrocher la victoire. Ces deux matchs lui permettent d'être nommé Rookie Défensif du mois de décembre et de terminer la saison avec 17 passes détournées et 3 interceptions.